# Blonde d´Aquitaine
Blonde d'Aquitaine, též plavý aquitánský skot, je velké masné plemeno skotu. Pochází z Francie, ale je chováno ve všech zemích s  významnou produkcí hovězího masa, jako jsou Spojené státy, Argentina, Brazílie a Austrálie. V omezené míře se chová i v České republice.

## Historie
Oblastí vzniku plemene je jihozápadní Francie, oblast Agenais, kde bylo už na konci 18. století uznáno místní plemeno plavého skotu jako aquitánský skot s pěti různými rázy. Původně se jednalo o pracovní skot s dobrou masnou užitkovostí. Postupem času došlo k rozvoji jednotlivých rázů do té míry, že se původní plemeno aquitánského skotu rozštěpilo ve více plemen, v roce 1898 byla založena plemenná kniha plemene Garonnais, v roce 1920 plemenná kniha Quercy a o rok později plemenná kniha Blonde des Pyrénées.
Od roku 1950 začala pracovní užitkovost skotu pozbývat významu a množství dobytka chovaného pro tento účel poklesl natolik, že došlo k opětovnému spojení těchto tří plemen a jejich přešlechtění k jednostranné masné užitkovosti. Výsledkem bylo plemeno blonde d’Aquitaine, oficiálně uznané v roce 1962.

## Charakteristika
Blonde d'Aquitaine je skot velkého tělesného rámce, s nápadně dlouhým trupem. Hlava je relativně malá, kostra je silná a pevná, osvalení výrazné a oblé, dobře vyvinuté. Končetiny jsou jemné. Zvířata jsou rohatá, rohy jsou kulaté, voskově žluté s tmavými konci. Srst je jednobarevně světlá, pšeničného zbarvení v různých odstínech, mulec a sliznice jsou růžové. 
Je to plemeno robustní, vysloveně masné, zvířata jsou nenáročná, přizpůsobivá a dlouhověká. Snáší dobře nízké i vysoké teploty, je chodivé, může být paseno na velkých plochách. Dobře využívá krmnou dávku včetně objemného krmiva. Poprvé se telí ve třech letech. Novorozená telata jsou poněkud dlouhá a plochá, s jemnými kostmi a malou hlavou a pazhehty, takže i přes vysokou porodní hmotnost nejsou u plavého aquitánského skotu časté těžké porody.
Denní přírůstky u býků ve výkrmu jsou průměrně 1400 g, jatečná výtěžnost dosahuje 63 %. Jatečně upravené tělo je kvalitní, díky větší délce trupu je svíčková u tohoto plemene větší než u jiného skotu. Obsah tuku je malý a maso je libové.
Kromě čistokrevné plemenitby se blonde d'Aquitaine používá též při užitkovém křížení s jinými plemeny, kříženci mají vyšší jatečnou výtěžnost a menší zastoupení loje a kostí v jatečném těle.

## Fotogalerie

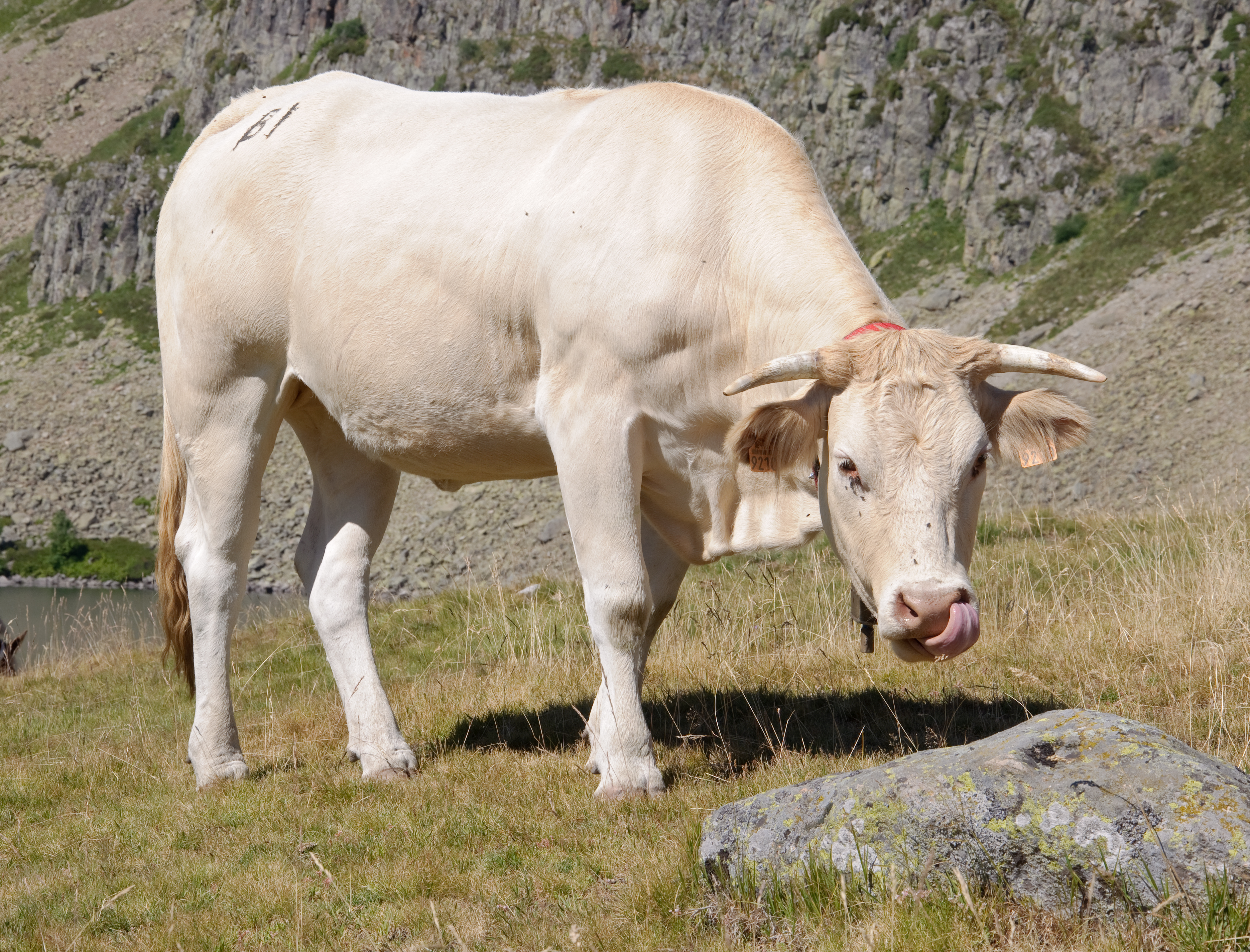
plavý aquitánský skot na pastvině v Pyrenejích
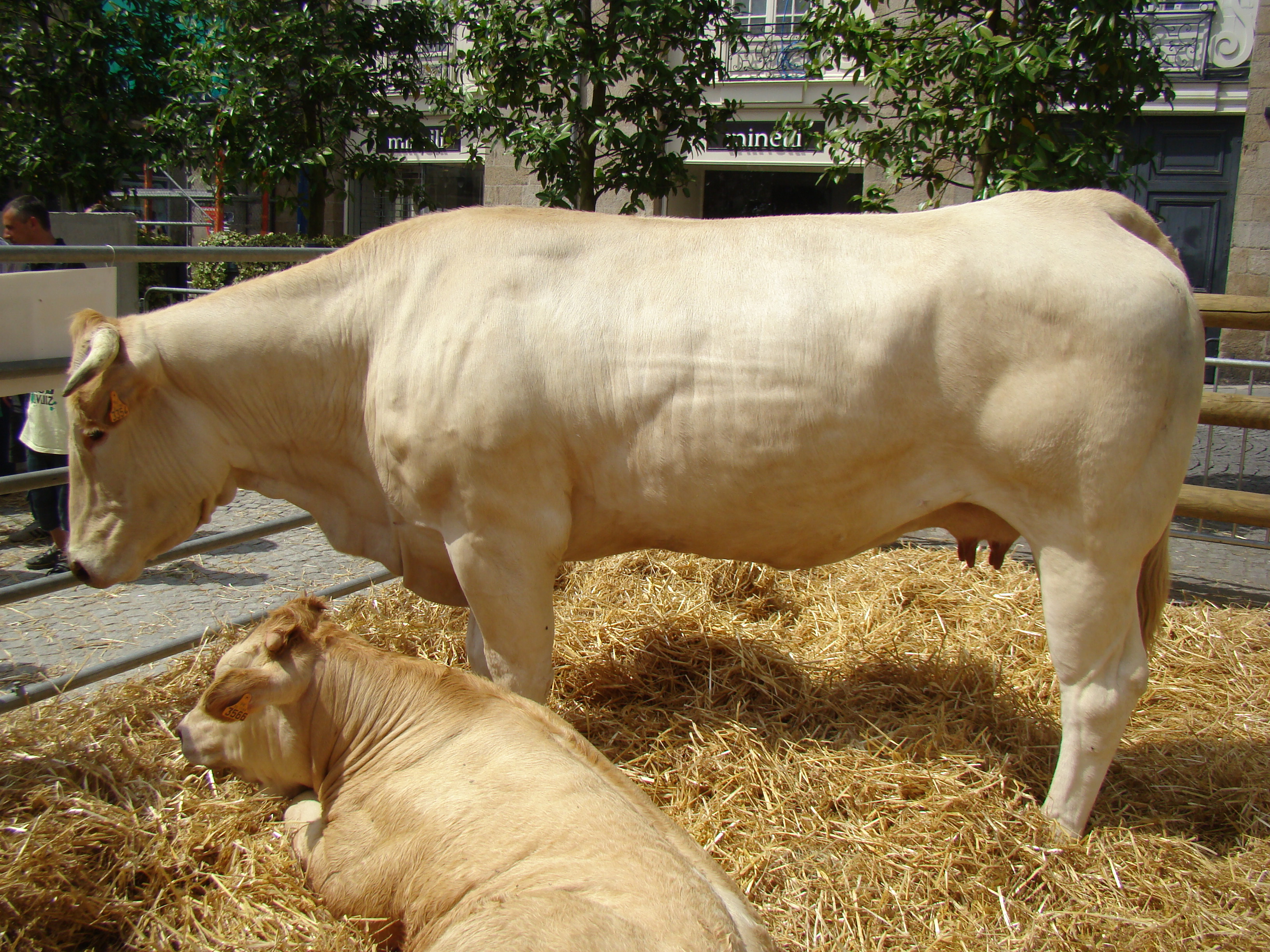
Kráva s teletem
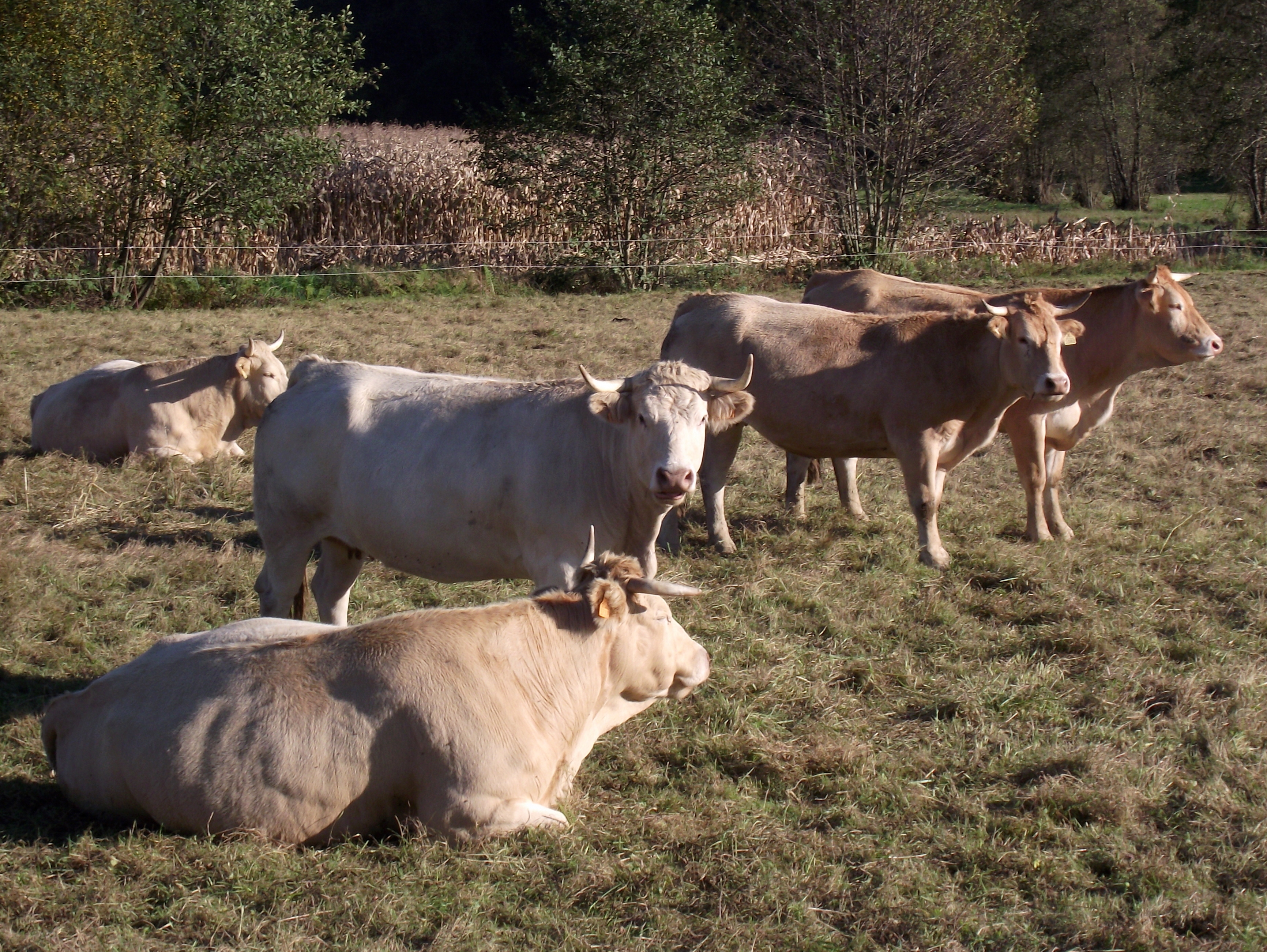
Stádo krav plemene blonde d'Aquitaine